# Яловиков, Илья Никитич
Илья́ Ники́тич Яловиков (1862 — после 1913) — инженер-технолог, российский предприниматель, общественный деятель.

## Биография
Родился в Одессе в 1862 году.
Окончил Технологический институт в Санкт-Петербурге. После института практиковался полтора года за границей. После возвращения в Россию Илья Никитич вместе со своим братьями Всеволодом Никитичем Яловиковым, гласным Одесской думы, почётным гражданином и Евгением Никитичем Яловиковым, гласным Одесской думы, почётным гражданином, вступил во владение своего отца — Механического завода в Одессе на улице Манежная (в настоящее время — улица 10-го Апреля) дом 2. В 1894 году, на улице Институтская (в настоящее время — улица Дидрихсона) дом 7, рядом с заводом, архитектор А. О. Бернардацци построил особняк для Яловикова в стиле эклектика. После перехода завода в собственность Бельгийского анонимного общества Яловиков остался на должности управляющего заводом.
Илья Никитич Яловиков был гласным Одесской думы и состоял членом водопроводной, мостовой и театральной комиссий, кроме того, почётным смотрителем Одесского ремесленного училища. Принимал в качестве члена деятельное участие в Одесском отделении Императорского русского технического общества, где одно время был председателем механического отдела. Состоял членом дирекции Одесского отделения Императорского русского музыкального общества. Илья Яловиков был членом специальной суб-комиссии по строительству здания Новой биржи. В 1913 году Илья Никитич был вице-президентом Одесского автомобильного общества.